# Comment réussir à échouer
Comment réussir à échouer [(en) Ultra-Solutions, or, How to Fail Most Successfully ] est un ouvrage du psychologue, psychothérapeute, psychanalyste jungien et sociologue Paul Watzlawick paru aux éditions Norton en 1986 et en français aux éditions du Seuil deux ans plus tard en 1988, dans une traduction française de Anne-Lise Hacker.

## Présentation

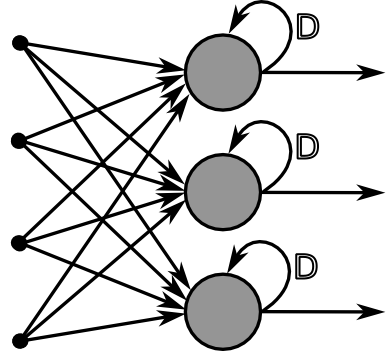
L'interaction neuronale

Cet ouvrage de Paul Watzlawick est le pendant  d'un autre de ses ouvrages paru quelques années auparavant, Faites vous-même votre malheur présentant les moyens pour parvenir à se rendre malheureux. Dans la même veine, celui-ci traite des moyens qui mènent à l'échec.
Toujours sur le même ton ironique, il explique comment réussir à échouer en appliquant ce qu'il appelle l'ultra solution. Avec cette solution, il suffit de nier le problème avec tout ce qu'il comporte. Il le résume par cette formule en forme de boutade, plaisanterie de carabin : 'opération réussie, patient décédé'.
De multiples solutions s'offrent à ceux qui veulent absolument réussir à échouer et ceci dans tous les domaines, qui touchent aussi bien les relations de travail que les relations conjugales pour prendre des domaines dans lesquels les exemples ne manquent pas. C'est dit autrement, un jeu à somme nulle, une variante du jeu à 'qui perd gagne', l'un ne peut gagner que si l'autre perd, sauf qu'ici le plus souvent les deux protagonistes du jeu sont perdants.
À partir d'exemples souvent d'une drôlerie grinçante, il traite des questions relationnelles et psychologiques avec tout son savoir de praticien et de thérapeute.
Pour être sûr de réussir à échouer, il faut absolument éviter d'atteindre ses objectifs, c'est-à-dire ce qu'on a envie d'avoir ou d'atteindre, en respectant ces 3 règles :
- Règle 1 : exprimer son objectif de façon négative, genre « je ne veux plus m’énerver contre… je ne veux plus me faire avoir par… »
- Règle 2 : visualiser votre objectif sans qu'il apparaisse nettement ou qu'il donne de mauvaises sensations (sensations négatives, trop floues ou trop neutres). Si par exemple l'envie de maigrir déclenche du dégoût pour la nourriture, c'est mauvais signe.
- Règle 3 : l'atteinte de votre objectif occasionne plus de difficultés que de gratification, quand en quelque sorte, les effets secondaires sont supérieurs au bien-être espéré, vous apporteront plus d'ennuis que de satisfactions.

Et bien sûr, pour 'réussir à réussir', il suffit de faire l'inverse pour chacune des trois règles retenues.

## Rééditions
Même traductrice, Anne-Lise Hacker :
- Comment réussir à échouer, réédition du 15 février 1991, éditions du Seuil, 117 pages,  (ISBN 2-02-012942-6)
  - rééd. poche, Points, coll. « Essai », no 726, 2014  (ISBN 9782757841815)